# .tv

.tv ist die länderspezifische Top-Level-Domain (ccTLD) des Inselstaates Tuvalu im Pazifischen Ozean. Sie wurde am 18. März 1996 eingeführt, vom Ministerium für Finanzen und Wirtschaftsentwicklung (Ministry for Finance and Economic Development) betreut und organisatorisch von Verisign betrieben.

## Vergabestelle
Ungeachtet der zahlreichen Unstimmigkeiten zwischen den Behörden des Landes Tuvalu und Vertretern der Vergabestelle, die eine mögliche Erhöhung der Gebühren betrafen, wurde der Vertrag mit VeriSign im März 2012 bis zum 31. Dezember 2021 verlängert. Die Top-Level-Domain leistet einen wesentlichen Beitrag zu den Einnahmen des Kleinstaats, dessen Bruttoinlandsprodukt bei etwa 47 Millionen Euro (Stand 2022) liegt.

## Eigenschaften
Eine .tv-Domain darf zwischen einem und 63 Zeichen lang sein. Die ccTLD ist damit besonders für sehr kurze Domains nutzbar, da viele andere länderspezifische Second-Level-Domains mindestens zwei oder sogar drei Zeichen lang sein müssen. Seit dem Jahr 2004 unterstützt .tv die Verwendung von Sonderzeichen, wobei insgesamt 426 Buchstaben zur Wahl stehen. Außerdem unterstützt die Top-Level-Domain die sogenannten Auth-Codes, mit denen Adressen auf einfache Weise zwischen zwei Registraren transferiert werden können.

## Bedeutung
Die Endung .tv ist besonders bei solchen Organisationen populär, die im Fernseh- und Film-Segment aktiv sind, da die Abkürzung TV für Television international geläufig ist. Beispiele aus dem deutschsprachigen Raum sind Arte (arte.tv) und Rocket Beans TV (rocketbeans.tv). Auch das ehemalige Schweizer Fernsehen (sf.tv), Spiegel TV (spiegel.tv), stern TV (stern.tv),  und der deutsche TV Hersteller Loewe Technologies (loewe.tv) nutzten eine .tv-Domain, welche inzwischen aber in Weiterleitungen auf eine .de- beziehungsweise .ch-Domain geändert wurden. Aufgrund der breiten Zielgruppe gehört .tv zu den ccTLDs, für die überdurchschnittlich hohe Handelspreise erzielt werden. Teilweise werden .tv-Domains auch teuer vermietet, z. B. china.tv.

## Kritik
2010 kritisierte der Finanzminister von Tuvalu den Vertrag mit Verisign und bezeichnete die Bezahlung von 2 Millionen US-Dollar pro Jahr als „Peanuts“ im Vergleich zum tatsächlichen Wert der Domain.
Nach einer Neuaushandlung des Vertrags 2011 erhält Tuvalu 5 Millionen US-Dollar pro Jahr.